# WWC Women's Championship
Il WWC Women's Championship è stato un titolo di wrestling della divisione femminile di proprietà della World Wrestling Council.
Istituito nel 1985, il titolo fu abbandonato  nel 1999, riattivato nel 2006 e nuovamente  ritirato nel 2011.

## Albo d'oro
| #  | Campione          | Regno | Data              | Località                  | Note                                                                                    | Fonti       |
| -- | ----------------- | ----- | ----------------- | ------------------------- | --------------------------------------------------------------------------------------- | ----------- |
| 1  | Wendi Richter     | 1     | 5 settembre 1985  | Bayamón, Porto Rico       |                                                                                         |             |
| 2  | Misty Blue Simmes | 1     | 8 agosto 1986     | Peñuelas, Porto Rico      |                                                                                         |             |
| 3  | Monster Ripper    | 1     | 4 marzo 1987      | Bayamón, Porto Rico       |                                                                                         |             |
| 4  | Wendi Richter     | 2     | 5 marzo 1987      | Santa Isabel, Porto Rico  |                                                                                         |             |
| 5  | Candi Devine      | 1     | 10 ottobre 1987   | Las Marías, Porto Rico    |                                                                                         |             |
| 6  | Monster Ripper    | 2     | 7 novembre 1987   | Bayamón, Porto Rico       |                                                                                         | [ 1 ] [ 2 ] |
| 7  | Monster Ripper    | 3     | 7 settembre 1988  | Bayamón, Porto Rico       |                                                                                         |             |
| 8  | Wendi Richter     | 3     | 9 dicembre 1988   | Aguada, Porto Rico        |                                                                                         |             |
| 9  | Monster Ripper    | 4     | 12 aprile 1989    | Mayagüez, Porto Rico      |                                                                                         |             |
| 10 | Candi Devine      | 2     | 2 luglio 1989     | Caguas, Porto Rico        |                                                                                         |             |
| 11 | Wendi Richter     | 4     | 5 dicembre 1989   | Bayamón, Porto Rico       |                                                                                         |             |
| 12 | Candi Devine      | 3     | 2 marzo 1990      | Maunabo, Porto Rico       |                                                                                         |             |
| 13 | Jacqueline Moore  | 1     | 8 settembre 1990  | Maricao, Porto Rico       |                                                                                         |             |
| 14 | Monster Ripper    | 5     | 10 ottobre 1990   | Mayagüez, Porto Rico      |                                                                                         |             |
|    | Vacante           |       | 10 gennaio 1991   | Bayamón, Porto Rico       | Il titolo fu reso vacante dopo il match tra Monster Ripper e Jacqueline.                |             |
| 15 | Monster Ripper    | 6     | 28 gennaio 1991   | Bayamón, Porto Rico       |                                                                                         |             |
| 16 | Sasha             | 1     | 23 ottobre 1991   | Bayamón, Porto Rico       |                                                                                         |             |
| 17 | Monster Ripper    | 7     | 9 marzo 1991      | Carolina, Porto Rico      |                                                                                         |             |
| 18 | Candi Devine      | 4     | 11 maggio 1991    | Guaynabo, Porto Rico      |                                                                                         |             |
| 19 | Monster Ripper    | 8     | 7 settembre 1991  | Bayamón, Porto Rico       |                                                                                         | [ 3 ]       |
| 20 | Sasha             | 2     | 5 ottobre 1991    | Carolina, Porto Rico      |                                                                                         |             |
| 21 | La Tigresa        | 1     | 26 aprile 1992    | Carolina, Porto Rico      |                                                                                         |             |
|    | Vacante           |       | 13 giugno 1992    | Carolina, Porto Rico      | Il titolo fu reso vacante dopo che il match tra La Tigresa e Sasha terminò in pareggio. |             |
| 22 | La Tigresa        | 2     | 19 luglio 1992    | Caguas, Porto Rico        | La Tigresa riceve d'ufficio il titolo per forfeit dell'avversaria Sasha.                |             |
| 23 | Amarilis          | 1     | 8 settembre 1992  | Ponce, Porto Rico         |                                                                                         |             |
|    | Vacante           |       | 23 ottobre 1992   | Bayamón, Porto Rico       | Il titolo viene reso vacante quando Amarilis lascia la compagnia.                       |             |
| 24 | Sasha             | 3     | 22 novembre 1992  | Caguas, Porto Rico        | Sasha sconfigge La Tigresa in uno Scaffold match.                                       |             |
| 25 | La Tigresa        | 3     | 17 aprile 1993    | Bayamón, Porto Rico       | La Tigresa riceve d'ufficio il titolo per forfeit dell'avversaria Sasha.                |             |
|    | Vacante           |       | 25 febbraio 1998  | San Germán, Porto Rico    | Il titolo venne reso vacante dopo che La Tigresa fu arrestata per droga.                |             |
|    | Disattivato       |       | 2 gennaio 1999    | Carolina, Porto Rico      |                                                                                         |             |
| 26 | Génesis           | 1     | 25 marzo 2006     | Carolina, Porto Rico      | Génesis vince una battle royal e conquista il titolo vacante.                           |             |
|    | Vacante           |       | 5 maggio 2006     | Maunabo, Porto Rico       |                                                                                         |             |
| 27 | Lady Demonique    | 1     | 6 maggio 2006     | Caguas, Porto Rico        | Demonique sconfigge Black Rose e vince il titolo vacante.                               |             |
| 28 | Black Rose        | 1     | 24 giugno 2006    | Bayamón, Porto Rico       | Stacey Colón funse da arbitro speciale.                                                 |             |
| 29 | Lady Demonique    | 2     | 9 settembre 2006  | Ponce, Porto Rico         |                                                                                         |             |
| 30 | Génesis           | 2     | 30 settembre 2006 | Bayamón, Porto Rico       |                                                                                         |             |
| 31 | Lady Demonique    | 3     | 28 ottobre 2006   | Bayamón, Porto Rico       |                                                                                         |             |
| 32 | Black Rose        | 2     | 23 novembre 2006  | Caguas, Porto Rico        |                                                                                         |             |
|    | Vacante           |       | 3 dicembre 2006   | Bayamón, Porto Rico       | Il titolo fu reso vacante quando Black Rose passò alla IWA.                             |             |
| 33 | Génesis           | 3     | 6 gennaio 2007    | Bayamón, Porto Rico       |                                                                                         |             |
| 34 | Amazona           | 1     | 27 ottobre 2007   | Bayamón, Porto Rico       |                                                                                         |             |
| 35 | Génesis           | 4     | 15 dicembre 2007  | Caguas, Porto Rico        |                                                                                         |             |
| 36 | Killer Kat        | 1     | 3 maggio 2008     | Ponce, Porto Rico         |                                                                                         |             |
| 37 | Sweet Nancy       | 1     | 24 gennaio 2009   | Bayamón, Porto Rico       |                                                                                         |             |
| 38 | Killer Kat        | 2     | 21 marzo 2009     | Bayamón, Porto Rico       |                                                                                         |             |
| 39 | Sara Jay-Evans    | 1     | 11 aprile 2009    | Bayamón, Porto Rico       |                                                                                         | [ 4 ]       |
| 40 | Sweet Nancy       | 2     | 18 aprile 2009    | Aguas Buenas, Porto Rico  | In un three-way match, che includeva anche Killer Kat.                                  |             |
| 41 | Killer Kat        | 3     | 9 maggio 2009     | Caguas, Porto Rico        | In un three-way match, che includeva anche La Morena.                                   |             |
|    | Vacante           |       | 14 febbraio 2010  | Bayamón, Porto Rico       |                                                                                         |             |
| 42 | La Morena         | 1     | 12 marzo 2010     | San Sebastian, Porto Rico | Morena sconfisse Black Rose vincendo il titolo vacante.                                 |             |
| 43 | Killer Kat        | 4     | 20 marzo 2010     | Bayamón, Porto Rico       |                                                                                         |             |
| 44 | Debbie Ross       | 1     | 8 maggio 2010     | Lajas, Porto Rico         |                                                                                         |             |
| 45 | Black Rose        | 3     | 10 febbraio 2010  | Bayamón, Porto Rico       |                                                                                         |             |
| 46 | La Morena         | 2     | 5 febbraio 2011   | Carolina, Porto Rico      |                                                                                         |             |
|    | Vacante           |       | 28 febbraio 2011  | Bayamón, Porto Rico       | Il titolo fu reso vacante quando La Morena lasciò la WWC.                               |             |
| 47 | Black Rose        | 4     | 24 settembre 2011 | Caguas, Porto Rico        | Rose sconfisse Serena Deeb nella finale del torneo con in palio il titolo.              | [ 5 ]       |
|    | Disattivato       |       | 2 dicembre 2011   | Bayamón, Porto Rico       | Titolo ritirato.                                                                        |             |